# Дисульфид ниобия
Дисульфид ниобия — бинарное неорганическое соединение, соль металла ниобия и сероводородной кислоты с формулой NbS2, 
чёрные кристаллы, 
не растворимые в воде.

## Получение
- Действие паров серы на ниобий:

{\displaystyle {\mathsf {Nb+2S\ {\xrightarrow {T}}\ NbS_{2}}}}
- Восстановление серой оксида ниобия(IV):

{\displaystyle {\mathsf {NbO_{2}+3S\ {\xrightarrow {T}}\ NbS_{2}+SO_{2}}}}

## Физические свойства
Дисульфид ниобия образует чёрные кристаллы
триклинной сингонии, 
пространственная группа R 3m, 
параметры ячейки a = 0,624 нм, α = 30,95°, Z = 1.
Не растворяется в воде.